# Notepad
Notepad представлява прост текстов редактор за Microsoft Windows. Включен е във всички версии на Microsoft Windows (от Windows 1.0 от 1985 г.).

## Характеристики
Notepad е обикновен редактор, работещ само с текст. Неговите файлове – обикновено в .txt формат – не поддържат никакво форматиране. Това прави програмата подходяща за редактиране на системни файлове, които могат да се използват в DOS среда.
Notepad поддържа езици, пишещи се от ляво надясно и от дясно наляво, като се използва комбинации с левите или десните клавиши Ctrl + Shift, за да се превключва посоката на писане.
Notepad може да редактира файлове от почти всеки формат. Въпреки това, за разлика от Wordpad, не разпознава правилно новите редове при текстови файлове от тип Mac и Unix.
Ранните версии на Notepad предлагали само основните функции, като например търсене на текст в текст. Новите версии на Windows съдържат актуализиран Notepad, който предлага функцията „Търсене със заместване“. За тази опция се използва клавишната комбинация Ctrl + H, а за функцията за търсене – Ctrl + F.
Notepad използва вградения клас с името „EDIT“. В по-старите версии, като тези, включени в Windows 95, Windows 98, Windows Me и Windows 3.1, има ограничение от 64Kb в големината на файла, който може да бъде редактиран – ограничение на класа „EDIT“.
До Windows 95, Fixedsys бил единственият шрифт за Notepad. В Windows NT 4.0 и Windows 98, в Notepad този шрифт може да бъде сменян с друг. В Windows 2000 и Windows XP подразбиращият се шрифт е сменен на Lucida Console.
До Windows Me, в Notepad нямало почти никакви клавишни комбинации и липсвала опция за преброяване на редовете. От Windows 2000 шорткътове за стандартните задачи като „Нов файл“(New), „Отвори“(Open), „Запази“(Save) са добавени, както и Status-bar с инструмент за преброяване на редовете.
В Windows NT-базираните версии на Windows, Notepad може да редактира 8-битови файлове, както и текстови файлове с Уникод.
Notepad приема текст от клипборда на Windows. Когато текст с няколко различни формата е копиран в Notepad, програмата ще приеме само тази част от текста в CF_TEXT формат. Прости текстови редактори като Notepad могат да бъдат използвани за писане с маркиращи езици, като HTML. Въпреки това при тези редактори може да липсват много свойства, затова по-подходящи са специализираните редактори.

## Разграничаване на Уникод
Windows NT версията на Notepad, инсталирана по подразбиране на Windows 2000 и Windows XP, има възможност да разграничава Уникод файлове, дори когато им липсва маркер за реда на байтовете. За да направи това, програмата използва Windows API функцията, наречена IsTextUnicode(). Въпреки това тази функция е несъвършена, защото неправилно идентифицира някои ASCII текстове с всички букви от долен регистър като UTF-16. В резултат Notepad интерпретира файл, съдържащ фраза като „аааа ааа ааа ааааа“ като двубайтов Уникод текстов файл и се опитва да го покаже като такъв. Ако шрифт с поддръжка на китайски език е инсталиран, се показват китайски букви.
Проблемът е оправен във версията на Notepad в Windows Vista.

## Конкурентен софтуер
Notepad не предоставя заключване на файла, който отваря, затова може да отваря файлове, вече отворени от други процеси, потребители или компютри, докато Wordpad не може. Също така заради това, че Notepad не форматира текста по никакъв начин, много хора намират простия му интерфейс за бърз и лесен за използване за основни текстови операции. Текстовият редактор DOS EDIT, особено след като е актуализиран в Windows 95, където се превръща в MDI приложение, осигурява много опции, непредлагани никога от Notepad.
Има много заместители на Notepad с допълнителни функции, включително и под формата на безплатен софтуер (например Notepad++ и Notepad2) и свободен софтуер (например TED Notepad).
На Notepad му липсват много характеристики, достъпни в други текстови редактори, като макроси, MDI, регулярни изрази.
|  | Тази страница частично или изцяло представлява превод на страницата Notepad (Windows) в Уикипедия на английски. Оригиналният текст, както и този превод, са защитени от Лиценза „Криейтив Комънс – Признание – Споделяне на споделеното“, а за съдържание, създадено преди юни 2009 година – от Лиценза за свободна документация на ГНУ. Прегледайте историята на редакциите на оригиналната страница, както и на преводната страница, за да видите списъка на съавторите. ВАЖНО: Този шаблон се отнася единствено до авторските права върху съдържанието на статията. Добавянето му не отменя изискването да се посочват конкретни източници на твърденията, които да бъдат благонадеждни. |